# وليم هدجكوك وبستر
وليم هدجكوك وبستر (بالإنجليزية: William Hedgcock Webster) (و. 1924 – م) هو ضابط، وقاض، ومحام من الولايات المتحدة الأمريكية ولد في سانت لويس، ميزوري. كانو عضوًا في الحزب الجمهوري، وحصل على جوائز منها وسام الحرية الرئاسي.

## روابط خارجية
- وليم هدجكوك وبستر على موقع مونزينجر (الألمانية)
- وليم هدجكوك وبستر على موقع إن إن دي بي (الإنجليزية)